# Pablo Salinas
Pablo Antonio Salinas Menacho (Santa Cruz de la Sierra, 7 de agosto de 1979) es un exfutbolista y actual entrenador boliviano. Jugaba como delantero. Actualmente dirige a la Sub-15 del Club Blooming.

## Selección nacional
En 2007 fue citado para el amistoso contra Sudáfrica, fue victoria 1-0 de los bolivianos. Fue titular

## Clubes

### Como jugador
| Club                   | País     | Año         |
| ---------------------- | -------- | ----------- |
| Blooming               | Bolivia  | 2002        |
| Real Potosí            | Bolivia  | 2003        |
| Blooming               | Bolivia  | 2004        |
| Wilstermann            | Bolivia  | 2005 - 2006 |
| The Strongest          | Bolivia  | 2007        |
| Bolívar                | Bolivia  | 2008        |
| Wilstermann            | Bolivia  | 2009        |
| Oriente Petrolero      | Bolivia  | 2010        |
| Deportes Quindío       | Colombia | 2010 - 2011 |
| San José               | Bolivia  | 2012        |
| Wilstermann            | Bolivia  | 2012 - 2013 |
| Blooming               | Bolivia  | 2013 - 2017 |
| Club Destroyers        | Bolivia  | 2017 - 2018 |
| Universitario de Sucre | Bolivia  | 2018        |

### Como entrenador
| Club              | País    | Año           |
| ----------------- | ------- | ------------- |
| Blooming (Sub-15) | Bolivia | 2020-presente |

## Estadísticas
| Club Blooming · Bolivia |               |               |     |     |   |    |     |      |      |
| 1.ª | 2002          | 2             | 0   | —   | — | 2  | 0   | 0,00 |      |
| 1.ª | 2004          | 41            | 4   | —   | — | 41 | 4   | 0,09 |      |
| 1.ª | 2013-14       | 31            | 7   | 1   | 0 | 33 | 7   | 0,21 |      |
| 1.ª | 2014-15       | 34            | 11  | —   | — | 34 | 11  | 0,32 |      |
| 1.ª | 2015-16       | 31            | 10  | —   | — | 31 | 10  | 0,32 |      |
| 1.ª | 2016-17       | 31            | 3   | 3   | 0 | 34 | 3   | 0,08 |      |
| Total club | Total club    | Total club    | 170 | 35  | 4 | 0  | 174 | 35   | 0,20 |
| Real Potosí · Bolivia |               |               |     |     |   |    |     |      |      |
| 1.ª | 2003          | 32            | 13  | —   | — | 32 | 13  | 0,40 |      |
| Total club | Total club    | Total club    | 32  | 13  | - | -  | 32  | 13   | 0,40 |
| Jorge Wilstermann · Bolivia |               |               |     |     |   |    |     |      |      |
| 1.ª | 2005-06       | 52            | 11  | —   | — | 52 | 11  | 0,50 |      |
| 1.ª | 2012-13       | 37            | 13  | —   | — | 37 | 13  | 0,35 |      |
| Total club | Total club    | Total club    | 92  | 24  | - | -  | 92  | 24   | 0,26 |
| The Strongest · Bolivia |               |               |     |     |   |    |     |      |      |
| 1.ª | 2007          | 36            | 13  | —   | — | 36 | 13  | 0,36 |      |
| Total club | Total club    | Total club    | 36  | 13  | - | -  | 36  | 13   | 0,36 |
| Bolívar · Bolivia |               |               |     |     |   |    |     |      |      |
| 1.ª | 2008          | 21            | 8   | 2   | 0 | 23 | 8   | 0,38 |      |
| Total club | Total club    | Total club    | 21  | 8   | 2 | -  | 23  | 8    | 0,38 |
| Oriente Petrolero · Bolivia |               |               |     |     |   |    |     |      |      |
| 1.ª | 2010          | 17            | 4   | —   | — | 17 | 4   | 0,23 |      |
| Total club | Total club    | Total club    | 17  | 4   | - | -  | 17  | 4    | 0,23 |
| Deportes Quindío · Colombia |               |               |     |     |   |    |     |      |      |
| 1.ª | F-2010        | 15            | 2   | —   | — | 15 | 2   | 0,13 |      |
| 1.ª | A-2011        | 6             | 2   | —   | — | 6  | 2   | 0,33 |      |
| 1.ª | F-2011        | 7             | 0   | —   | — | 7  | 0   | 0,00 |      |
| Total club | Total club    | Total club    | 28  | 4   | - | -  | 28  | 4    | 0,14 |
| San José · Bolivia |               |               |     |     |   |    |     |      |      |
| 1.ª | 2011-12       | 22            | 8   | —   | — | 22 | 8   | 0,36 |      |
| Total club | Total club    | Total club    | 22  | 8   | - | -  | 22  | 8    | 0,36 |
| Universitario de Sucre · Bolivia |               |               |     |     |   |    |     |      |      |
| 1.ª | 2018          | 7             | 1   | —   | — | 7  | 1   | 0,14 |      |
| Total club | Total club    | Total club    | 7   | 1   | - | -  | 7   | 1    | 0,14 |
| Total carrera | Total carrera | Total carrera | 425 | 110 | 6 | 0  | 431 | 110  | 0,25 |
| (2) Incluye datos de la Copa Sudamericana (2008, 2013, 2016) (3) Media de goles por encuentro. No incluye goles en partidos amistosos. |               |               |     |     |   |    |     |      |      |